# Der Treulose (Nestroy)
Der Treulose oder Saat und Erndte ist ein dramatisches Gemälde in zwei Abtheilungen von Johann Nestroy. Das Stück entstand 1836 und wurde am 5. März dieses Jahres im Theater an der Wien als Benefizabend für Nestroys Lebensgefährtin Marie Weiler uraufgeführt.

## Inhalt
Herr von Falsch bringt Hermine ein Mitternachtsständchen und vereinbart mit ihr ein Treffen in Buchenstein. Dort verliebt sich von Solming in Marie und macht ihr einen Heiratsantrag.  Falsch hat gleichzeitig vier Rendezvous und wird dabei überrascht. Er kann sich nur aus der Verlegenheit helfen, indem er Ernestine einen Antrag macht. Ihr Vater, Herr von Walter, stimmt zu, um ihren guten Ruf zu bewahren, hat aber böse Vorahnungen:
„Arme Hingeopferte; ich wünsche dir, daß niemahls meine düstre Ahnung sich erfüllt.“ (Erste Abtheilung, erster  Akt, 31ste Scene)
Nach zwei Monaten ist Falsch seiner Frau überdrüssig und sucht neue Abenteuer; Nannett hat Treuhold geheiratet und quält ihn nach wie vor mit unbegründeter Eifersucht. Während von Solming Falsch zuredet, seine Frau besser zu behandeln, hetzt ihn sein „Freund“ Bornfeld auf, sich ganz von ihr zu trennen. Ein letzter Versuch von Ernestine, ihn an ihre frühere Liebe zu erinnern, schlägt fehl, sie verzweifelt und geht mit ihrem Vater nach Amerika. Falsch feiert seine Scheidung:
„Frey wähle unter den Schönen der Blick,
Liebe muß frey sein, nur so schafft sie Glück.“ (Erste Abtheilung, zweiter Akt, 44ste Scene)
25 Jahre später feiert von Solming mit Marie die Silberhochzeit; Ernestine ist nach zwei Jahren in Amerika an Gram verstorben; Nannett ist längst eine gemütliche Ehefrau mit einer Schar von Kindern geworden, jetzt hat sich Treuhold zum eifersüchtigen Tyrannen gewandelt und verdächtigt jedes männliche Wesen, seine Gattin verführen zu wollen. Falsch ist ein alter, kranker, depressiver Mann, der von Bornfeld bestohlen, von seiner Haushälterin Regina tyrannisiert und von seinem Neffen Hellbach belogen wird. Er besucht von Solming auf seinem Gut, das dieser an die Stelle des ehemaligen Wirtshauses in Buchenstein erbauen ließ. Obwohl ihm von Solming anbietet, im Kreise seiner Familie zu leben, resigniert Falsch und verlässt ihn endgültig:
„Bornfeld hat mich bestohlen, Hellbach verraten, die alte Regina verkauft – dies alles tut mir nicht so weh als der Anblick deines häuslichen Glücks. Wenn ich bedenke, so könnt' ich auch jetzt sein – je nun, vorbei ist vorbei!“ (Zweite Abtheilung, 38ste Scene)

## Werksgeschichte
Eine Vorlage für Nestroys Stück ist nicht nachweisbar, die einzelnen Motive der Handlung sind allerdings traditionelle Versatzstücke des Alt-Wiener Volkstheaters.
Das Stück hatte keinen besonderen Erfolg, es gab lediglich sieben Aufführungen, erregte aber großes Interesse wegen Nestroys Bestreben, von der Posse weg- und zum ernsten Drama hinzukommen. Deutlich erkennbar wurde dieses Bestreben durch die Tatsache, dass Nestroy für sich selbst eine tragische Rolle schrieb. Der Einfluss von Ferdinand Raimunds Der Verschwender auf diesen Versuch ist deutlich erkennbar.
Johann Nestroy spielte den Herrn von Falsch, Wenzel Scholz den Treuhold, Ignaz Stahl den Herrn von Tafelberg, Friedrich Hopp den Commissionsrath Firner, Franz Gämmerler den Fritz, Eleonore Condorussi die Caroline, Nestroys Lebensgefährtin Marie Weiler die Ida. Die Aufführung vom 25. April 1840 fand als Benefizabend für den Schauspieler Franz Gämmerler statt, der diesmal den Solming spielte, Nestroy gab den Commissionsrath Firner, Marie Weilers Rolle als Ida wurde an diesem Abend ersatzlos gestrichen. Die Neuinszenierung von 1854 brachte Änderungen, die auf Karl Treumann zugeschnitten waren; die Rollen wurden mit Treumann als Herr von Falsch, Nestroy als Treuhold, Scholz als Herr von Tafelberg, Gämmerler als Hellbach, Alois Grois als Commissionsrath Firner und Elise Zöllner als Ida besetzt.
Einige eigenhändige Manuskripte Nestroys sind erhalten: Eine Inhaltsskizze mit Studiennotizen trägt den Titel Der Treulose / Saat und Erndte / Dramatisches Gemälde aus dem Leben / in 3 Akten und 2 Abtheilungen; diverse titellose Entwürfe; eine titellose Reinschrift, bestehend aus 15 einzeln nummerierten Bögen, der  Text ist nicht komplett, die Szenen sind noch nicht durchnummeriert.
Die Originalpartitur Opus 71 von Adolf Müller mit dem Titel Der Treulose / oder / Saat und Erndte / Dramatisches Gemählde aus dem Leben / in 3 Aufzügen / v. Joh. Nestroy / Musik von Adolf Müller Capellmeister 1836 / Das erste Mahl aufgeführt den 5ten März 1836 im k.k. priv. Theater a. d. Wien, zum Vorth. der Dem. Weiler ist ebenfalls erhalten geblieben.
In einem Theatermanuskript von fremder Hand wurde der Schluss des Stückes – offenbar Karl Treumann zuliebe – umgeschrieben und die Tendenz des Werkes dadurch ziemlich geändert. Diese Fassung, die im Carltheater gespielt wurde, erlebte nur drei Aufführungen (vom 4. bis zum 6. November 1854). Die Änderungen sind definitiv nicht von Nestroy verfasst worden.

## Zeitgenössische Rezeption
Nur in wenigen Zeitschriften wurde das Stück, dafür aber ziemlich ausführlich, besprochen. Der erkennbare Tenor war, Nestroy möge eine ihm unvertraute Thematik lieber bleiben lassen und auf sein ureigenstes Gebiet der Posse zurückkehren.
Die Allgemeine Theaterzeitung wies am 7. März 1836 (Nr. 48, S. 191) in ihrer Kritik auf den erkennbaren Einfluss Raimunds hin und bescheinigte Nestroy, die ernste Rolle in den ersten beiden Akten „natürlich“, im dritten dann „durchaus wahr“ gespielt zu haben. Sie vermisste allerdings einen „befriedigenden Ausgang“, lobt dafür die Darstellungskunst von Wenzel Scholz:
„Ganz köstlich war Scholz als Treuhold durch übersprudelnde Laune und überaus komische Beweglichkeit. Schade, daß er nichts zu singen hat. […] Das Haus war unbeschreiblich voll.“
Der Wanderer schrieb ebenfalls am 7. März (Nr. 67):
Der Titel schon beweist es, daß Hr. Nestroy sich dießmal seine Aufgabe höher gestellt hat, und es erfordert die Billigkeit das unumwundene Geständniß, daß häufige Stellen in diesem Stück seinen Beruf: ‚auch Höheres zu leisten‘, ehernvoll beurkunden.
Am 9. März stellte Der Telegraph, österreichisches Conversationsblatt für Kunst, Literatur, geselliges Leben, Theater, Tagesbegebenheiten, Industrie und Fabrikwesen (Nr. 26, S. 103) fest, Nestroy habe sich Raimund zum Vorbild genommen, die Verwandtschaft mit dem Verschwender sei unverkennbar. Der Musik widmet das Blatt ebenfalls einige Worte:
Die Musik erscheint bei dieser Piece als eine ziemlich müßige Zugabe; doch gab sie der Beneficiantin, Dlle. Weiler, Gelegenheit, ihr Gesangstalent in einer Arie, welche sie recht kunstfertig vortrug, geltend zu machen; dieß Gesangstück ward sehr beifällig ausgezeichnet, Hr. Müller hatte überhaupt, besonders, was das Instrumentale betrifft, sehr fleißig gearbeitet; das Lied im dritten Akte ist in dieser Beziehung besonders gelungen.
In der Wiener Zeitschrift für Kunst, Literatur, Theater und Mode vom 10. März (Nr. 30, S. 239 f.) wurde ebenfalls beklagt, dass das Werk ohne positiven Abschluss sei, der Rezensent war insgesamt mit dem moralischen und ästhetischen Wert unzufrieden. Er vermeinte auch, den Unterschied in der realen Lebensauffassung des Dichters und dem Anspruch auf der Bühne erkennen zu können. Das Thema des Stückes werde allzu demonstrativ präsentiert:
„Herr Nestroy wollte mit dem Nürnberger Riesentrichter Moral gießen; die Dosis fiel etwas massiv aus und das verträgt sich nicht gut mit jeder Disposition. […] allein es dürften diese Andeutungen genügen, um die Bitte an den begabten Verfasser auszusprechen, seinen Standpunkt ja nicht wieder zu verrücken und sich beileibe nicht in ein Gebiet zu werfen, in welchem er nie heimisch werden kann, während ihm ein anderes zugewiesen ist, in dem er bereits Tüchtiges geleistet hat und noch leisten kann und wird. […]Hr. Scholz in der Rolle des Bedienten war eine köstliche Ausbeute für die Lachlust; der Verfasser zeygte Fleiß und Verwendbarkeit; derley Parthien möge er jedoch sich nicht zumuthen, es fehlt ihnen vor allem an Glaubwürdigkeit.“

## Spätere Interpretationen
Helmut Ahrens schreibt, dass Nestroy, der unverbesserliche Schürzenjäger, in der Rolle des Herrn von Falsch durchaus eigene Charakterzüge – wenn auch stark überhöht – auf die Bühne gebracht habe. Auch in diesem Stück scheine der moralisierende Schluss mit der Strafe für die Untaten, wie so oft bei Nestroy, wie aufgesetzt, um dem Zeitgeist und den Erwartungen des Publikums zu entsprechen. Nestroy habe sich allzu sehr an Raimunds Verschwender angelehnt. Makaber wäre, dass Raimund gerade in diesem Jahr 1836 Selbstmord begangen habe.
Durch die Bezeichnung als „dramatisches Gemälde“, so meint Otto Rommel, wolle Nestroy bereits andeuten, dass er über die Posse hinausstrebe, wenn dieses Werk auch nicht mit Raimund konkurrieren könne. Die zwei Abteilungen, die Saat und Ernte beschreiben, wären in zu penetrant-moralisierender Tendenz verfasst. Das Stück behandle dasselbe Thema wie Josef Alois Gleichs dramatisches Märchen Der Eheteufel auf Reisen, allerdings ohne dass hier der Treulose zum Äußersten schreite, während Nestroys Falsch alles auskoste und schwer dafür büßen müsse. Wenn Publikum und Kritik dem Autor vorwürfen, er habe – anders als im Lumpacivagabundus – auf einen positiven Schluss verzichtet, so zeige dies, dass die Unglaubwürdigkeit der Besserung der drei liederlichen Subjekte dort gar nicht erkannt worden wäre.